# 聖諾伯特
聖諾貝特·冯·克桑滕 （德語：Norbert von Xanten；1080年—1134年6月6日），或者稱諾貝特·亨訥普 ，是天主教会的一名主教、聖人，普雷蒙特利会的缔造者。

## 生平
諾貝特於1080年出生於神圣罗马帝国的科隆附近的克桑滕，因此又被称作克桑滕的诺贝特。其父親為亨讷普伯爵，與皇室和洛林公國有親屬關係，因此诺贝特年輕時於宮廷任職，生活近乎靡腐。相傳一天诺贝特騎馬出門，突然天上出現一道亮光（或者是闪电），诺贝特昏厥過去近一小時。當他醒來時無意識地脫口而出：「主啊，你要我做什麼?」 一個聲音從光芒中回答說：「改過遷善，做一個好人。」诺贝特從此改過以前的惡行，遵循天主教教義，每日讀經、守齋、祈禱，並檢討自己的過錯。
1115年，诺贝特被科隆總主教祝聖為祭司。隨後他變賣所有的財產用來幫助貧苦的人，只帶著40銀元旅費與一些宗教用品（如彌撒經文、圣杯與圣衣），步行前往羅馬朝聖。抵達羅馬後，受教宗巴斯加二世接見，並举办一次和好圣事。巴斯加二世更祝福貝諾特，差派他四處傳教。
諾貝特後受法國拉昂主教的邀請，建立一個新的修道會。諾貝特於是建立普雷蒙特利会，并信奉奥斯定会的會規。最初修會人數只有13人，但隨後人數不斷增加。1126年，諾貝特前往羅馬申請成立修會，教宗和诺理二世批准成立普雷蒙特利会。同年，诺贝特受聖座任命為马格德堡主教，他在任職主教時期，仍过着像修道士那样簡樸的生活，並且嚴格革職所有貪污的官吏，因而樹立不少政敵。
1130年，教宗和诺理二世駕崩。除正统继任的教宗意诺增爵二世外，另一派人还推選出了对立教宗安那克勒图二世，諾貝特和伯尔纳铎因支持意諾增爵二世而被趕出神圣罗马帝国，一度流亡法兰西。1133年，教宗意诺增爵二世奪回羅馬教權，在諾貝特和伯尔纳铎陪伴下重回羅馬。1134年，因为肩负主教與修會的雙重職責，诺贝特積勞成疾因病逝世，享年53歲，死後顯發神蹟甚多。
1582年，諾貝特被教宗格里高利十三世敬奉為聖人。

## 外部連結
- http://www.chinacath.com/liyi/shengren/6/2009-11-29/4189.html%5B%5D
- https://www.heiligenlexikon.de/BiographienN/Norbert_von_Xanten.htm （页面存档备份，存于）
- The Life and Miracles of St. Norbert
- Founder Statue in St Peter's Basilica （页面存档备份，存于）
- （德文） Norbert von Xanten (von Prémontré) （页面存档备份，存于）
- （页面存档备份，存于）
- Colonnade Statue in St Peter's Square （页面存档备份，存于）